# Anyphaenoides volcan
Anyphaenoides volcan là một loài nhện trong họ Anyphaenidae.
Loài này thuộc chi Anyphaenoides. Anyphaenoides volcan được Antonio D. Brescovit miêu tả năm 1998.